# 10 октомври
10 октомври е 283-тият ден в годината според григорианския календар (284-ти през високосна). Остават 82 дни до края на годината.

## Събития
- 732 г. – Битката при Поатие: Близо до Поатие, Франция, майордомът на Меровингите – крале на франките, Карл Мартел разбива голяма армия на маврите и по този начин спира нашествието на мюсюлманите в Западна Европа.
- 1582 г. – Поради въвеждането на Григорианския календар този ден от тази година не съществува в Италия, Полша, Португалия и Испания.
- 1780 г. – При най-опустошителния ураган, връхлетял Карибските острови, загиват над 22 000 души.

- 1846 г. – 17 дни след откриването на планетата Нептун английският астроном Уилям Ласел открива нейния най-голям естествен спътник – Тритон.
- 1868 г. – В Куба избухва въстание против испанските колонизатори, което е начало на 10-годишната война за независимост.
- 1911 г. – В Китай избухва Учангското въстание, което довежда до абдикация на последната китайска династия Цин и обявяване на Република Китай.
- 1935 г. – Гърция е обявена за монархия.
- 1944 г. – Втората световна война: 800 цигански деца са убити в концлагера Аушвиц.
- 1944 г. – Правителството на България приема наредба-закон за разтуряне на младежката организация Бранник.
- 1963 г. – Влиза в сила международния Договор за забрана на ядрените опити в атмосферата, космоса и под водата; договорът е безсрочен и открит за присъединяване, първоначално подписан от СССР, САЩ и Великобритания на 5 август.
- 1964 г. – Открити са летните олимпийски игри в Токио, Япония.
- 1970 г. – Фиджи обявява независимост от Великобритания.
- 1977 г. – В София се открива Национална гимназия за древни езици и култури (Класическата гимназия).
- 1977 г. – Състои се премиерата на българския игрален драматичен филм „Авантаж“.
- 1983 г. – Съветският космически апарат Венера 15 влиза в орбита около Венера и започва да картографира нейната повърхност.
- 1986 г. – При земетресение в Салвадор загиват 1500 души.
- 1987 г. – Държавата Фиджи е обявена за република.
- 1994 г. – В 10:51 часа в ТЕЦ Марица изток 3 се случва една от най-големите промишлени аварии в България – спуква се цистерна с вряла вода, при което се образува вълна висока над 2 метра. Загиват 21 души, от които 6 на място и 15 по-късно в болница.
- 1997 г. – Самолетът при полет 2553 на „Аустрал Линеас Айреас“ се разбива 32 км от Фрай Бентос, Уругвай и убива всички 74 души на борда на машината.

## Родени
- 19 г. – Тиберий Гемел, внук на император Тиберий († 37 г.)
- 1470 г. – Селим I, султан на Османската империя († 1520 г.)
- 1567 г. – Каталина-Микаела Испанска, херцогиня на Савоя († 1597 г.)
- 1684 г. – Жан-Антоан Вато, френски художник († 1721 г.)
- 1731 г. – Хенри Кавендиш, английски физик и химик († 1810 г.)
- 1738 г. – Бенджамин Уест, американски художник († 1820 г.)
- 1813 г. – Джузепе Верди, италиански оперен композитор († 1901 г.)
- 1830 г. – Изабела II, кралица на Испания († 1904 г.)
- 1861 г. – Фритьоф Нансен, норвежки изследовател, Нобелов лауреат, († 1930 г.)
- 1897 г. – Страхил Развигоров, български революционер († 1948 г.)
- 1900 г. – Хелън Хейс, американска актриса († 1993 г.)
- 1903 г. – Христо Радевски, български поет и сатирик († 1996 г.)
- 1907 г. – Ванда Якубовска, полска филмова режисьорка († 1998 г.)
- 1910 г. – Карел Чурда, чешки боец от съпротивата († 1947 г.)
- 1913 г. – Клод Симон, френски писател, Нобелов лауреат през 1985 г. († 2005 г.)
- 1924 г. – Джеймс Клавел, британски писател († 1994 г.)
- 1928 г. – Маргрет Николова, българска поп певица
- 1928 г. – Хидетака Нишияма, японски каратист († 2008 г.)
- 1930 г. – Харолд Пинтър, британски драматург, Нобелов лауреат през 2005 г. († 2008 г.)
- 1932 г. – Димитър Инкьов, български писател († 2006 г.)
- 1933 г. – Александър Миланов, български писател и преводач († 2006 г.)
- 1935 г. – Хулио Харамильо, еквадорски музикант († 1978 г.)
- 1936 г. – Герхард Ертъл, германски химик, Нобелов лауреат през 2007 г.
- 1938 г. – Алън Брадли, канадски писател
- 1941 г. – Питър Койот, американски актьор
- 1944 г. – Петър Жеков, български футболист († 2023 г.)
- 1946 г. – Чарлс Данс, британски актьор
- 1947 г. – Стефка Спасова, българска акробатка
- 1950 г. – Нора Робъртс, американска писателка
- 1953 г. – Дейвид Лий Рот, американски рок музикант
- 1962 г. – Лъчезар Тошев, български политик
- 1963 г. – Даниел Пърл, американски журналист († 2002 г.)
- 1963 г. – Хюлия Авшар, турска киноактриса
- 1964 г. – Суат Аталик, турски шахматист
- 1967 г. – Гавин Нюсъм, кмет на Сан Франциско
- 1973 г. – Марио Лопес, американски актьор
- 1977 г. – Иван Динев Георгиев - Устата, български певец
- 1978 г. – Джоди Лин О'Кийф, американска актриса и модел
- 1978 г. – Петьо Петков, български актьор
- 1979 г. – Николас Масу, чилийски тенисист
- 1981 г. – Николай Илиев, български актьор и режисьор

## Починали
- 19 г. – Германик, римски военачалник (* 15 пр.н.е.)
- 680 г. – Хюсеин инб Али, шиитски имам (* ок. 625)
- 1636 г. – Питер Брьогел Младия, фламандски художник (* 1564 г.)
- 1659 г. – Абел Тасман, нидерландски мореплавател (* 1603 г.)
- 1837 г. – Шарл Фурие, френски философ (* 1772 г.)
- 1875 г. – Алексей Константинович Толстой, руски писател (* 1817 г.)
- 1908 г. – Иван Гологанов, български революционер (* ? г.)
- 1913 г. – Таро Кацура, министър-председател на Япония (* 1848 г.)
- 1914 г. – Карол I, крал на Румъния (* 1839 г.)
- 1923 г. – Иван Илиев, български революционер (* 1885 г.)
- 1927 г. – Ипократ Развигоров, български революционер (* 1900 г.)
- 1930 г. – Адолф Енглер, германски ботаник (* 1844 г.)
- 1938 г. – Йордан Пеев, български военен деец (* 1884 г.)
- 1939 г. – Никола Обретенов, български революционер (* 1849 г.)
- 1944 г. – Александър Пипонков, български партизанин (* 1920 г.)
- 1953 г. – Георги Попов, български военен деец (* 1887 г.)
- 1962 г. – Станчо Белковски, български архитект (* 1891 г.)
- 1963 г. – Едит Пиаф, френска певица (* 1915 г.)
- 1964 г. – Конрад Байер, австрийски писател (* 1932 г.)
- 1973 г. – Лудвиг фон Мизес, американски икономист (* 1881 г.)
- 1974 г. – Мари Луизе Кашниц, немска поетеса (* 1901 г.)
- 1976 г. – Йордан Анастасов, български политик (* 1893 г.)
- 1982 г. – Стефан Мокрев, български писател (* 1900 г.)
- 1983 г. – Сър Ралф Ричардсън, английски актьор (р. 1902 г.)
- 1985 г. – Орсън Уелс, американски режисьор (* 1915 г.)
- 1985 г. – Юл Бринър, американски актьор (* 1920 г.)
- 1996 г. – Коста Църнушанов, български общественик (* 1903 г.)
- 2000 г. – Сиримаво Бандаранайке, министър-председател на Цейлон и Шри Ланка (* 1916 г.)
- 2004 г. – Кристофър Рийв, американски актьор (* 1952 г.)
- 2006 г. – Стоян Орманджиев, български футболист (* 1920 г.)
- 2010 г. – Джоан Съдърланд, австралийска оперна певица (* 1926 г.)
- 2010 г. – Морис Але, френски икономист, носител на Нобелова награда (* 1911 г.)
- 2010 г. – Соломон Бърк, американски соул певец (* 1940 г.)
- 2013 г. – Скот Карпентър, американски астронавт (* 1925 г.)

## Официални чествания и празници
- Денят на Европа срещу смъртното наказание
- Световен ден срещу смъртното наказание
- Професионален ден на архивиста
- ООН – Световен ден за психично здраве (обявен от Световната федерация за психично здраве и честван за първи път през 1992 г.)
- България – Празник на село Дъбравите (отбелязва се годишнина от смъртта на Александър Иванов Пипонков – „Чапай“)
- Куба – Ден на войната за независимост (чества се началото на 10-годишната война срещу Испания, 1868 г.)
- Северна Корея – Годишнина от създаването на Корейската работническата партия (1946 г.)
- Тайван – Празник на републиката (по повод на абдикацията на династия Цин и създаване на Република Китай през 1911 г., национален празник)
- Фиджи – Ден на независимостта (от Великобритания, 1970 г., национален празник)
- Финландия – Ден на финландската литература